# 1824 ve fotografii
Tento článek obsahuje významné fotografické události v roce 1824.

## Události
- 1824 – Na pokusech zachytit obraz z camery obscury začal pracovat Louis Daguerre.[1]

## Narození v roce 1824
- 21. ledna – Bertha Valerius, švédská fotografka a malířka († 24. března 1895)
- 7. února – William Huggins, anglický astronom a astrofotograf († 12. května 1910)
- 4. března – Jacobus van Koningsveld, holandský malíř a fotograf († 30. července 1866)
- 7. března – Robert Jefferson Bingham, anglický fotograf († 21. února 1870)
- 20. března – Stanislas Ratel, francouzský inženýr a průkopník fotografie († 30. srpna 1904)
- 12. dubna – Alphonse Davanne,  francouzský chemik, učitel, vynálezce a raný fotograf, spoluzakladatel Francouzské fotografické společnosti († 19. září 1912)
- 14. dubna – Auguste Salzmann, francouzský archeolog, malíř a fotograf († 24. února 1872)
- 18. dubna – Dominique Roman, francouzský fotograf († 4. ledna 1911)
- 25. července – Pierre Brandebourg, lucemburský malíř a fotograf († 23. května 1878)
- 14. srpna – Bartoloměj Čurn, český malíř a fotograf působící především v jižních Čechách, v 60. letech 19. století se přestěhovali do Českých Budějovic, kde provozoval několik ateliérů († 17. února 1905)
- 24. srpna – Jan Goedeljee, nizozemský fotograf († 16. října 1905)
- 6. září – Alexander Seik, fotograf, starosta Tábora († 2. října 1905)
- 27. září – Adolphe-Alexandre Martin, francouzský průkopník fotografie a vynálezce ferrotypie v roce 1853 († 9. května 1896)
- 5. listopadu – Eugène Lamoisse, francouzský fotograf a krajinář († 21. prosince 1899)
- 13. listopadu – Gustave de Beaucorps, francouzský fotograf, v letech 1857 až 1861 produkoval pohlednice v Evropě (Francie, Belgie, Německo, Španělsko, Itálie), v severní Africe (Maroko, Alžírsko) a v Orientu (Sýrie, Palestina, Egypt) († 10. června 1906)
- 18. prosince – Gustave Cosson, francouzský fotograf († 8. května 1896)
- ? – Francesco Paolo D'Alessandri, francouzský fotograf († ?)
- ? – Ludovico Tuminello, italský fotograf a průkopník († ?)
- ? – Louis Dodéro, francouzský portrétní fotograf působící v Marseille v polovině 19. století. († ?)
- ? – Dorothea Regine Arentzová, norská fotografka a učitelka, asi od roku 1860 do roku 1875 vedla fotografický ateliér ve Stavangeru; v letech 1864-1868 spolu s Linou Bahrovou  (1. května 1824 – 2. listopadu 1914)